# اشتات‌هاگن
شهر اشتات‌هاگن (به آلمانی: Stadthagen) در ایالت نیدرزاکسن در کشور آلمان واقع شده‌است.